# Distoleon subpunctatus
Distoleon subpunctatus is een insect uit de familie van de mierenleeuwen (Myrmeleontidae), die tot de orde netvleugeligen (Neuroptera) behoort. 
Distoleon subpunctatus is voor het eerst wetenschappelijk beschreven door Rambur in 1842.